# Lexicon Slavonicum
Lexicon Slavonicum är ett lexikon av den svenske språkforskaren och orientalisten Johan Gabriel Sparfwenfeldt, förvaras på Uppsala universitetsbibliotek. Sparfwenfeldt arbetade med Lexicon Slavonicum i över tjugo år.